# Mário Zagallo
Mário Jorge Lobo Zagallo (Atalaia, 9. kolovoza 1931. – Rio de Janeiro, 5. siječnja 2024.) bio je brazilski nogometaš i trener.
Karijeru je započeo 1948. u mlađim kategorijama Club America iz Rija de Janeira. Kasnije je igrao za velike brazilske klubove Flamengo i Botafogo. 
Kao igrač brazilske reprezentacije osvojio je Svjetsko prvenstvo 1958. i 1962. Za brazilsku reprezentaciju od 1958. do 1964. nastupio je ukupno 33 puta.
Zagallo je osvojio Svjetsko prvenstvo kao izbornik (1970.) i kao pomoćni trener (1994.), oba puta s brazilskom nogometnom reprezentacijom. Bio je prva osoba koja je osvojila Svjetsko prvenstvo i kao igrač i kao trener. Osvajanjem Svjetskog prvenstva 1970. u dobi od 38 godina postao je i drugi najmlađi trener koji je osvojio naslov nakon Alberta Supiccija (izbornik urugvajske reprezentacije koji je osvojio naslov 1930., a Supicci je imao samo 31 godinu u to vrijeme).
Bio je u braku s Alzinom de Castro od 13. siječnja 1955. do njezine smrti 5. studenog 2012. Imali su četvero djece.